# إيما ميسمان
إيما ميسمان مواليد 13 مايو 1993 في فلاندرز الغربية، هي لاعبة كرة سلة بلجيكية. بدأت مسيرتها الاحترافية في سنة 2009. تم اختيارها من قبل فريق واشنطن ميستيكس خلال الدرافت. تلعب مع واشنطن ميستيكس في دوري الاتحاد الوطني لكرة السلة النسائية كلاعب وسط. وتحمل الرقم 33. يبلغ طولها 6 قدم 4 بوصة (1.9 م).

## روابط خارجية
- إيما ميسمان على موقع الاتحاد الدولي لكرة السلة (الإنجليزية)
- إيما ميسمان على موقع الاتحاد الوطني لكرة السلة النسائية (الإنجليزية)
- إيما ميسمان على موقع كرة السلة الأوروبية.كوم (الإنجليزية)
- إيما ميسمان على موقع بروبوليرز (الإنجليزية)
- إيما ميسمان على موقع سبورتس رفرنس (الإنجليزية)
- إيما ميسمان على موقع سبورتس رفرنس (الإنجليزية)
- إيما ميسمان على موقع اللجنة الأولمبية الدولية (الإنجليزية)
- إيما ميسمان على موقع أوليمبيديا (الإنجليزية)
- إيما ميسمان على موقع اللجنة الأولمبية البلجيكية (الهولندية)